# Bujjigadu
Bujjigadu – made in Chennai (telugu: బుజ్జీగాడు) – film w języku telugu, na podstawie scenariusza i w reżyserii Puri Jagannadha. Film miał premierę 22 maja 2008. To film, w którym miłość zwycięża czas i oddalenie bohaterów. Rozłączeni w dzieciństwie poszukują siebie jako ludzie dorośli. Poszukiwaniom tym towarzyszą bójki, napady na autobus, wojny gangów, w których bierze udział broniący wciąż skrzywdzonych Bujii.

## Fabuła
Dwunastoletni Bujji (Prabhas) mieszka wraz z przybranymi rodzicami w Vizag. W sąsiedztwie mieszka jedenastoletnia Chitti (Trisha), która jest przyjaciółką Bujjiego. Chłopak skrycie kocha się w dziewczynie i gdy ta z błahego powodu obraża się na niego i żąda by przez dwanaście lat się do niej nie odzywał mimo sprzeciwów podejmuje zobowiązanie. W dodatku Chitti obiecuje po dwunastu latach poślubić Bujjiego i ten aby nie cierpieć katuszy milczenia postanawia uciec z domu.

Dwanaście lat później Bujji mieszka w Chennai i jest wielkim fanem Rajnikantha, megagwiazdy kina tamilskiego. Gdy mija wyznaczony czas wraca do rodzinnego miasta by dowiedziec się, że Chitti wraz z rodziną prawie dwanaście lat temu wyprowadziła się do Hyderabadu. Zawsze skory do bójki chłopak trafia do aresztu, gdzie poznaje synów mafijnego bossa Machi Reddy (Kota Srinivas Rao). Skuszony zapłatą 10 mln rupii zgadza się zabić Sivanna (Mohan Babu).

Po przyjeździe do Hyderabadu dowiaduje się, że Sivanna jest bratem Chitti.

## Muzyka
| Tytuł           | Wykonawca                         | Czas trwania |
| --------------- | --------------------------------- | ------------ |
| Talaiva         | Mark Lazaro & Anaida              | 4:03         |
| Sudu Sude       | Sandeep Chowta & Shruti Patak     | 4:11         |
| Chitti Aayire   | Pradip Somasundaran & Sonu Kakkar | 4:50         |
| Love Me         | Sandeep Chowtha & Nikita Nigam    | 4:07         |
| Guchchi Guchchi | Shruti Patak                      | 3:14         |
| Dhadak Dhadak   | Sandeep Chowta & Nikita Nigam     | 4:13         |